# Kalwinizm
Kalwinizm, ewangelicyzm reformowany – jeden z czołowych nurtów protestantyzmu, obok luteranizmu. Jednocześnie doktryna teologiczna i konfesja. Powstał w toku XVI-wiecznej Reformacji. Organizacyjnie przyjmuje głównie kształt 
kościołów kontynentalnych, prezbiteriańskich, kongregacjonalnych i ewangelicko-unijnych.

## Historia

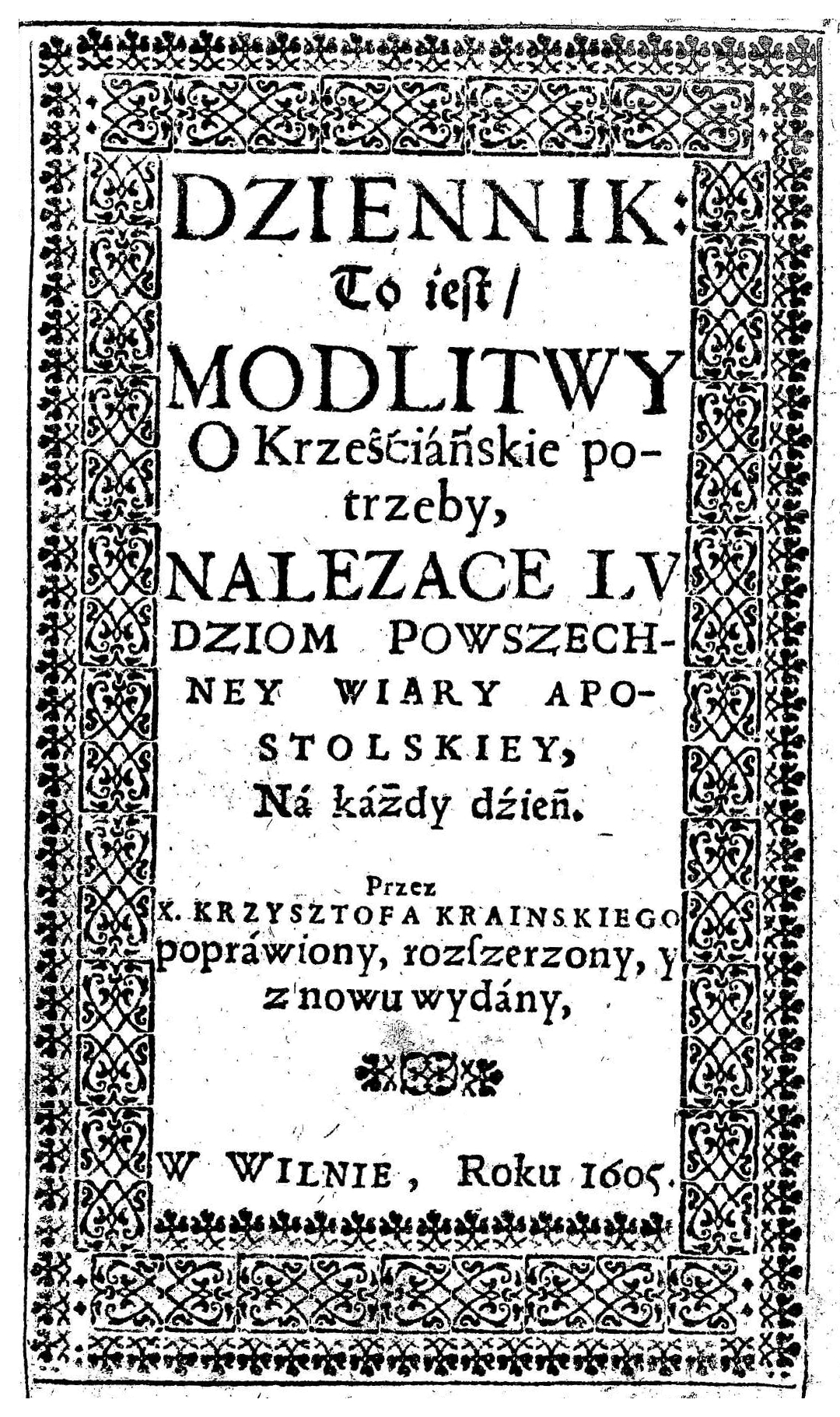
Kalwiński druk Krzysztofa Kraińskiego, Dziennik, to iest modlitwy wydany w Wilnie w 1605 roku.

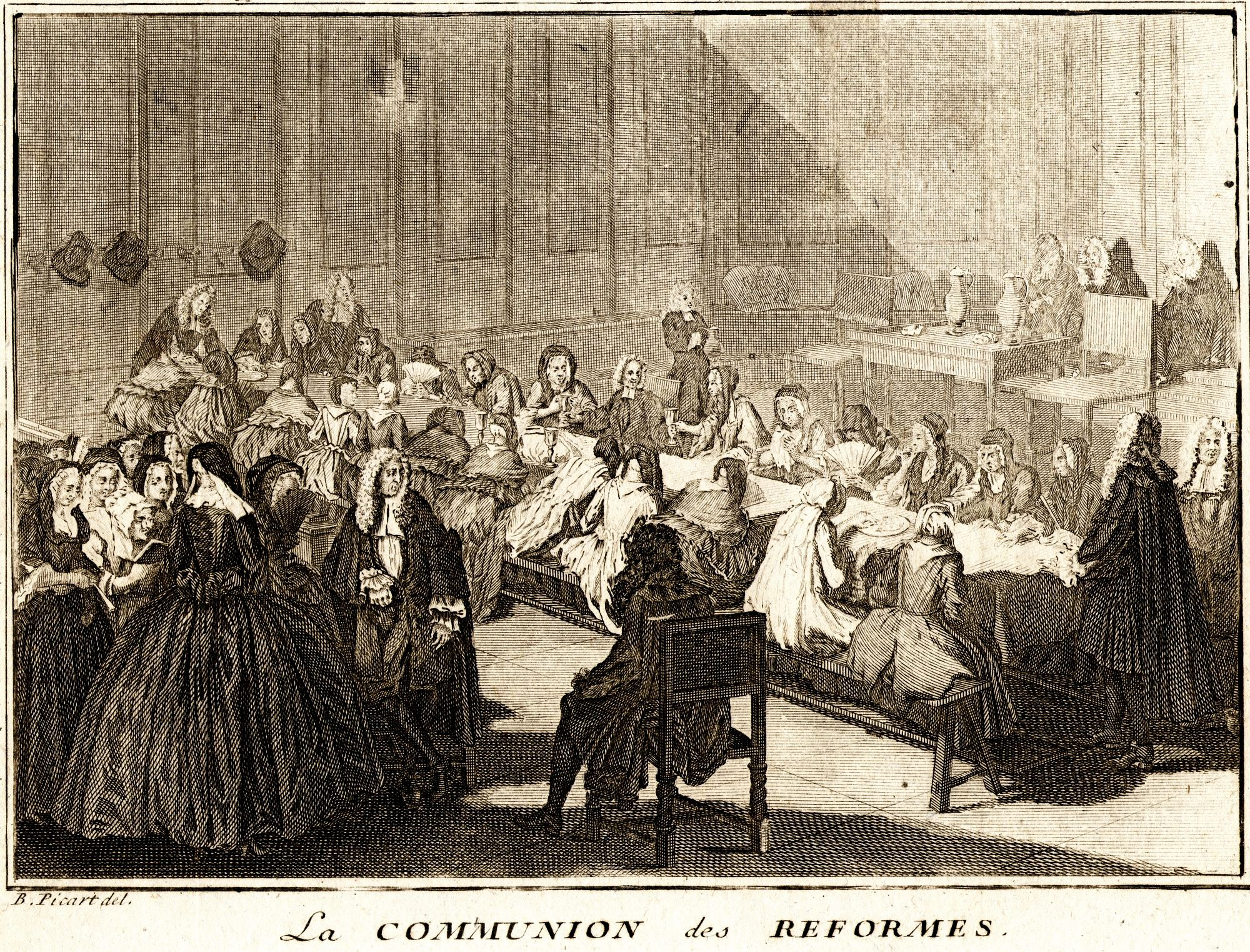
Eucharystia w Kościele kalwińskim na miedziorycie Bernarda Picarta z 1723 roku.

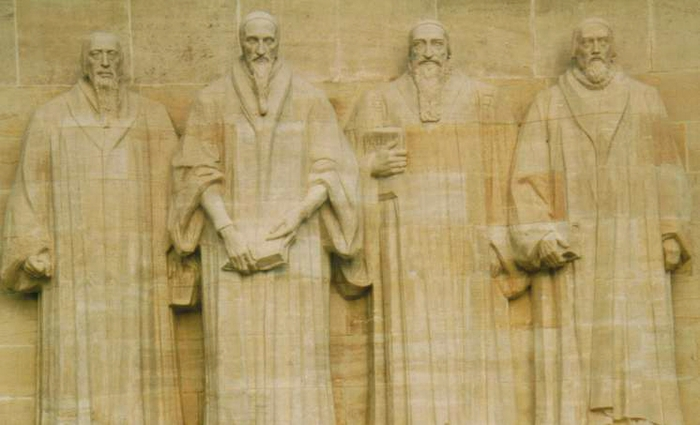
Pomnik Reformacji w Genewie – założyciele kalwinizmu (od lewej do prawej): Wilhelm Farel, Jan Kalwin, Teodor de Bèze i John Knox

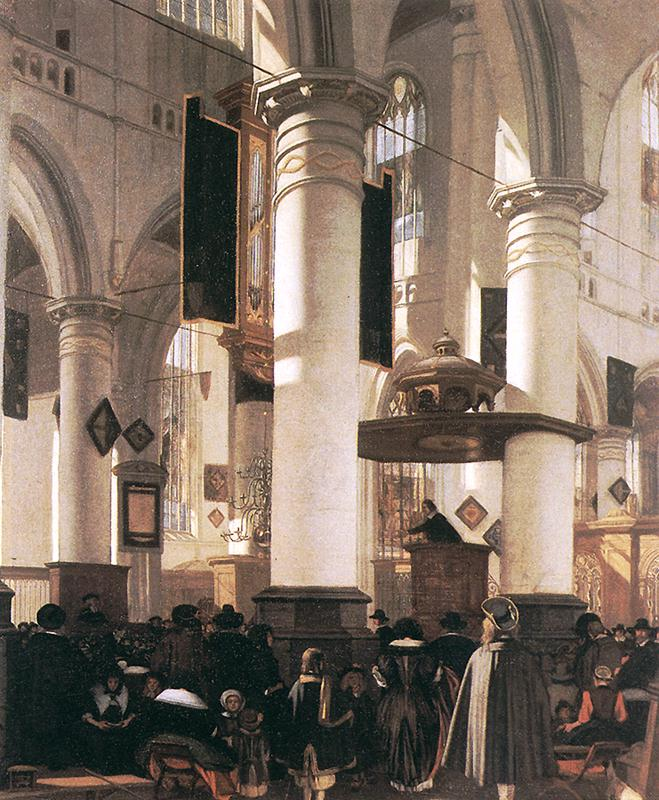
Wnętrze kościoła reformowanego w Amsterdamie (malował Emmanuel de Witte 1660)

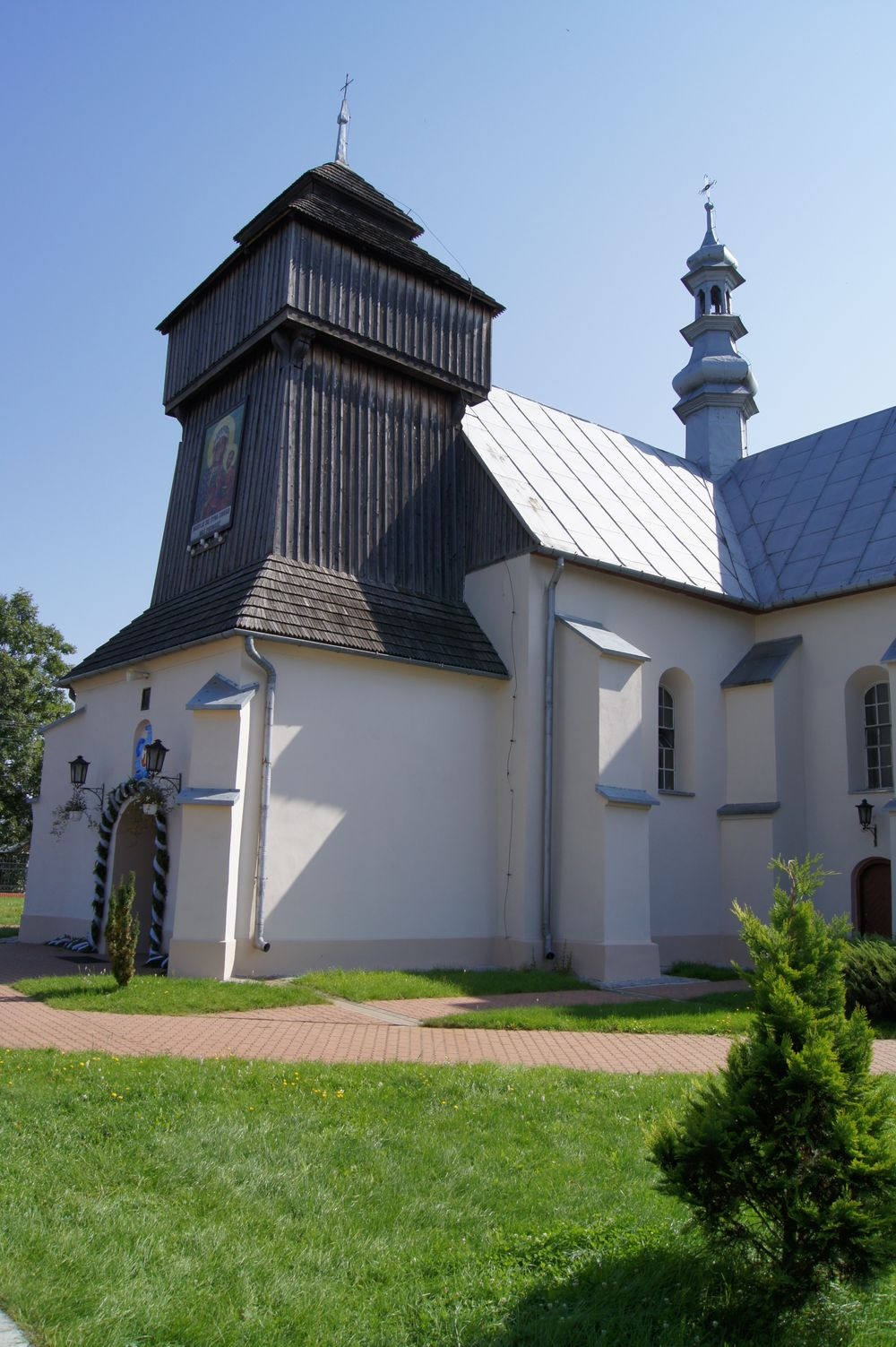
Dawny kościół kalwiński w Oksie wzniesiony przez Mikołaja i Andrzeja Reyów.

Kalwinizm wywodzi się z reformacji szwajcarskiej, której działaczem był m.in. Huldrych Zwingli. Za początek tego nurtu protestantyzmu przyjmuje się 1 stycznia 1519 roku, gdy Zwingli został kaznodzieją w najbardziej znanej świątyni Zurychu – Grossmünster. Ostateczną postać nadał jej Jan Kalwin. Kalwinizm odegrał znaczną rolę w formowaniu się wielu ruchów protestanckich: purytanów, hugenotów, anabaptystów, szkockich prezbiterian. Jego poważna część ma charakter ewangelikalny.
Kalwinizm miał wpływ na angielskich purytanów, szkockich prezbiterian oraz francuskich hugenotów. Stanowi dominujące wyznanie w Szkocji oraz w wielu kantonach Szwajcarii. Ponadto najwięcej osób wyznaje kalwinizm w Południowej Afryce, Niemczech, Stanach Zjednoczonych i Namibii. Kalwini stanowią znaczny odsetek populacji na Węgrzech oraz w Siedmiogrodzie. Do lat 60. XX wieku był dominującym wyznaniem w Holandii.
W Rzeczypospolitej Obojga Narodów okresu reformacji był trzecim wyznaniem w ogóle (po katolicyzmie i prawosławiu) oraz dominującym wyznaniem protestanckim wśród szlachty polskiej i litewskiej. Popularność kalwinizmu wśród szlachty wynikała z kilku powodów: tani kościół, akceptacja wymówienia posłuszeństwa królowi oraz postrzeganie kalwinizmu jako „wiary szwajcarskiej”, w przeciwieństwie do luteranizmu jako „wiary niemieckiej”.
W Polsce liczy około 3500 wyznawców, zrzeszonych w Kościele Ewangelicko-Reformowanym w RP, Kościele Ewangelicko-Prezbiteriańskim w Polsce (Kościele Dobrego Pasterza) oraz we Wspólnocie Ewangelicznych Kościołów Reformowanych.

## Doktryna
Teolodzy reformowani opierali swoją doktrynę na Biblii uznając, że tradycja podlega stałej rewizji (ecclesia reformata et semper reformanda). Jej centralnym punktem stała się, już po śmierci Kalwina, nauka o predestynacji, inspirowana poglądami św. Augustyna i podkreślająca suwerenność Boga. Wedle niej ludzie od chwili urodzenia są przeznaczeni przez Boga albo do zbawienia, albo do potępienia. Bóg dokonał tego wyboru przed stworzeniem świata i nie będzie on zmieniony. Spełnianie dobrych uczynków jest wyłącznie dowodem, że należymy do grona wybranych przez Boga. Soteriologia reformowana została podsumowana w tzw. pięciu punktach kalwinizmu.
W kalwińskich kościołach nie umieszcza się obrazów ani rzeźb. Kult koncentruje się wokół czytań biblijnych i głoszenia kazań.
Jak w większości wyznań protestanckich praktykuje się dwa sakramenty: chrzest (najczęściej niemowląt) oraz eucharystię (zwaną zazwyczaj Wieczerzą Pańską). Charakterystyczny dla kalwinizmu (odróżniający go m.in. od luteranizmu) jest pogląd, że w Wieczerzy Pańskiej ma miejsce rzeczywista, choć tylko w sensie duchowym, obecność Chrystusa.
Według Maksa Webera chęć udowodnienia przynależności do grupy, która zostanie zbawiona, motywowała ludzi do wytężonej pracy, czym przyczyniła się do rozwoju kapitalizmu.

## Wybitni teologowie i działacze religijni
- Karl Barth
- Donald G. Bloesch
- Thomas Chalmers
- Jonathan Edwards
- Charles Grandison Finney
- Jan Kalwin
- Martyn Lloyd-Jones
- R.C. Sproul